# Arado

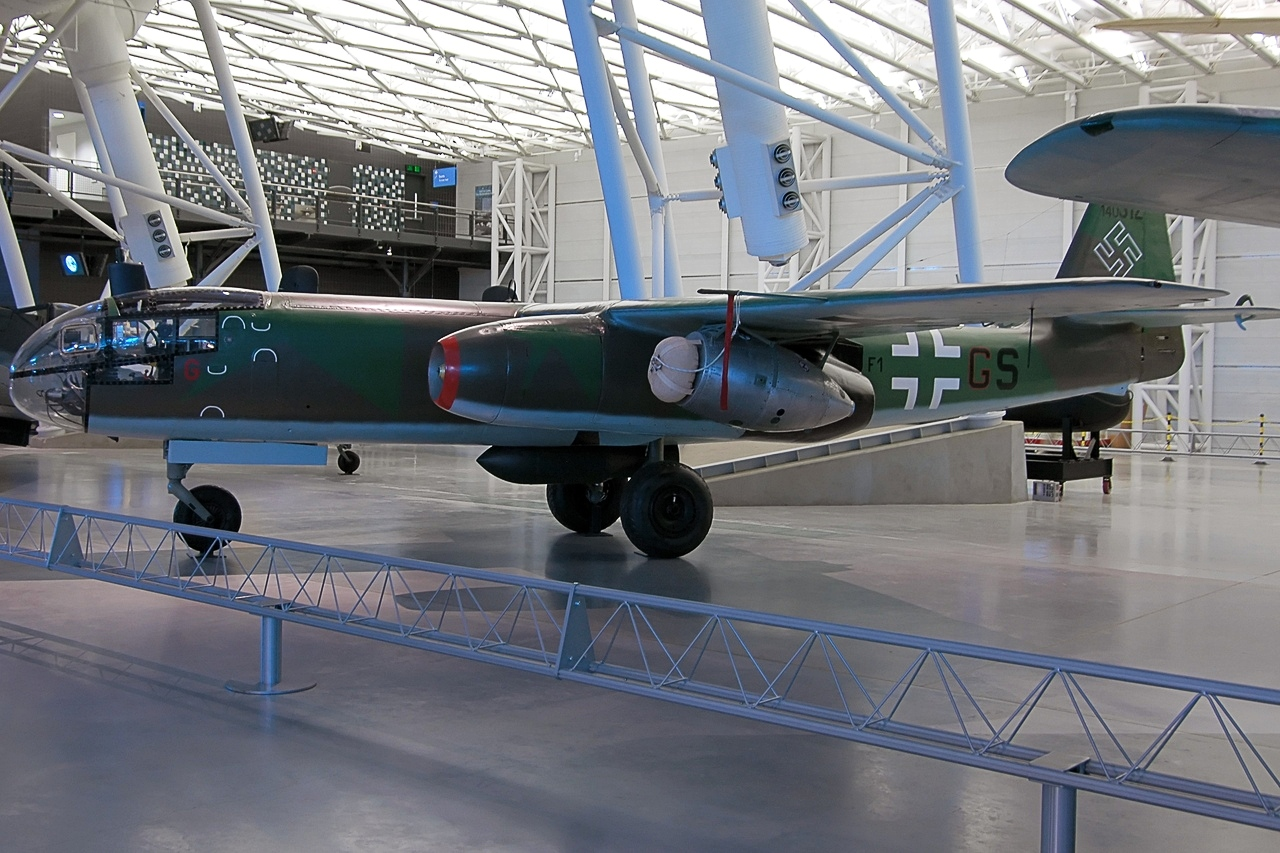
Zachovaný letoun Ar 234 Blitz v USA

Arado Flugzeugwerke byl německý výrobce letadel, původně založený jako pobočka továrny společnosti Flugzeugbau Friedrichshafen ve Warnemünde, která existovala od roku 1917.
Po první světové válce musela firma se svou mateřskou společností kvůli Versailleské smlouvě zastavit činnost. Roku 1921 firmu koupil Heinrich Lübbe a v roce 1924 se zde opět začaly vyrábět letadla, tentokrát pro vývoz.
V roce 1925, Lübbe společnost přejmenoval na Arado Handelsgesellschaft ("obchodní společnost Arado"), ale po roce 1933 ji nacistická vláda nechala přejmenovat na přesnější Arado Flugzeugwerke GmbH.
Prvním hlavním konstruktérem se stal ing. Walter Rethel, který od roku 1918 pracoval jako konstruktér společnosti Kondor Flugzeugbau a potom ve firmě Fokker v Holandsku.
Prvními letouny vyrobenými v závodech Arado byly cvičné stroje SC I a SC II. Po nich následovaly školní letoun S III z roku 1928, školní hydroplán W 2, jednomístný stíhací letoun SD I a čtyřmístný V 1, který byl používán v Deutsche Luft Hansa jako poštovní do své havárie 19. prosince 1929.
Dalšími konstrukcemi byly stíhací dvouplošníky SD II a SD III z roku 1929, stíhací hydroplán SSD I a lehké sportovní stroje V 2 a L I, který byl navržen druhým konstruktérem firmy ing. Hoffmanem.
Z návrhů inženýra Rethela jednomístných stíhaček SD I a SD II vznikl v roce 1930 ve firmě Siemens-Halske licenčně vyráběný jednomístný dvouplošník Arado Ar 64, který byl poháněný řadovým devítiválcovým vzduchem chlazeným motorem Bristol Jupiter. I když měl tradiční konstrukci a jeho výkony nebyly nejlepší, stal se dalším krokem k první sériové stíhačce tehdy ještě tajné Luftwaffe Arado Ar 65.
Firma Arado poté dosáhla úspěchu s letounem Arado Ar 66, který se stal standardním cvičným letadlem Luftwaffe. Dále se zde vyráběly první stíhačky Luftwaffe - Ar 65 a Ar 68. Roku 1936 RLM (Reichsluftfahrtministerium - "říšské ministerstvo letectví") trvalo na tom, že jako důkaz loajality by měl Lübbe vstoupit do NSDAP. Ten však odmítl a tak byla jeho firma znárodněna a na vedoucí pozice se dostali Erich Serno a Felix Wagenführ. Novým hlavním konstruktérem se stal ing. Walter Blume, který nahradil ing. Rethela.
Ještě před vypuknutím II. světové války bylo v závodech Arado licenčně vyrobeno mimo jiné 75 letounů Heinkel He 51, 140 kusů Heinkel He 59, 100 strojů Heinkel He 60 a přibližně 300 bombardérů Heinkel He 111.
Od roku 1938 byly závody ve Warnemünde začleněny do programu výroby letounů Messerschmitt Bf 109. V konstrukční kanceláři pak vznikaly projekty nových letounů, které se koncem 30. let účastnily soutěží na standardní stroje Luftwaffe. V soutěži školních letounů však zvítězil Focke-Wulf Fw 44, Arado Ar 69 skončil na druhém místě. Lehká stíhačka a současně stroj pro pokračovací výcvik Arado Ar 76 se zase umístil za letounem Focke-Wulf Fw 56 Stösser.
S příchodem druhé světové se zde však vyráběl nejpoužívanější cvičný letoun Luftwaffe
Ar 96 i jeho upravené verze Arado Ar 296/Arado Ar 396 a také Ar 196 - průzkumný hydroplán používaný na německých válečných lodích. Ar 196 za války vyráběly v licenci závody Fokker v Holandsku a společnost SNCA v St. Nazaire ve Francii. Naneštěstí pro Arado, nebylo mnoho jejich dalších návrhů uskutečněno ve prospěch silnější konkurence.
Letecké závody Arado byly kromě Warnemünde a Brandenburgu-Neuendorfu, který společnost Arado převzala 6. září 1934, umístěny rovněž v Babelsbergu u Berlína, v Egeru, Rathenow, Wittenbergu, Tutow, Anklamu a Neubrandenburgu.
Továrna ve Warnemünde se do září 1941 zabývala především výrobou Bf 109, od srpna 1941 do konce války pak licenční výrobou strojů Focke-Wulf Fw 190.
Pobočka v Brandenburgu-Neuendorfuod roku 1940 produkovala bombardéry Junkers Ju 88 a od března se zabývala výrobou bombardérů Heinkel He 177 Greif. Do ukončení výroby v srpnu 1944 zde vzniklo 716 těchto letounů. Jedním z posledních návrhů tohoto závodu byl první proudový bombardér Ar 234.
Koncem roku 1944 firma Arado a její výrobní závody zaměstnávaly ve stálém pracovním poměru 15 786 pracovníků a dalších 16 260 pracovalo pro její potřeby v jiných firmách. V celkovém počtu zaměstnanců a osob pracujících pro společnost Arado tvořili 34% zahraniční dělníci a cca 8% političtí vězni či váleční zajatci.
V roce 1945 byla firma zlikvidována, ale výroba letounů Ar 96 pokračovala ve firmě Zlín ještě mnoho let po válce jako C.2B.